# Goring and Streatley
Goring & Streatley – stacja kolejowa we wsi Goring-on-Thames i Streatley na granicy hrabstw Oxfordshire i Berkshire na liniach kolejowych Great Western Main Line. Na stacji nie zatrzymują się pociągi pośpieszne. 

## Ruch pasażerski
Ze stacji korzysta ok. 229 414 pasażerów rocznie (dane za rok 2021/2022). Posiada bezpośrednie połączenia z Bristolem, Bath Spa, Londynem i Oksfordem. Pociągi odjeżdżają ze stacji w odstępach co najwyżej półgodzinnych w każdą stronę. 

## Obsługa pasażerów
Automat biletowy, kasa biletowa, przystanek autobusowy. Stacja dysponuje parkingiem samochodowym na 110 miejsc i rowerowym na 8 miejsc.